# 倍蕊田繁缕
倍蕊田繁缕（学名：Bergia serrata），为沟繁缕科田繁缕属下的一个植物种。